# Gnathonargus unicorn
Gnathonargus unicorn is een spinnensoort in de taxonomische indeling van de hangmatspinnen (Linyphiidae).
Het dier behoort tot het geslacht Gnathonargus. De wetenschappelijke naam van de soort werd voor het eerst geldig gepubliceerd in 1892 door Nathan Banks.